# Liste von Persönlichkeiten der Stadt Vreden
Die Liste der Persönlichkeiten der Stadt Vreden zeigt die in der Stadt geborenen sowie anderweitig mit Vreden verbundene Personen 

## Söhne und Töchter der Stadt
- Judocus Vredis (* 1493 als Jost Pelser; † 1558) war Prior des Kartäuser-Konvents. Er schuf kleinformatige, feinteilige Ton-Reliefs, die heute in vielen bedeutenden Museen und Sammlungen in Westeuropa zu finden sind.
- Herman Oldenkott (1730–1792), Firmengründer und Vater des Tabakherstellers Oldenkott
- Karl von Kerssenbrock (1750–1829), Abt des Klosters Liesborn
- Isaak Auerbach (1827–1875), ein vor allem in Köln erfolgreicher Architekt
- Wilhelm Siehoff (1881–1953), zweifacher Oberbürgermeister von Münster für die Zentrumspartei
- Joseph Gerdes (1884–1959), Landrat im Kreis Warendorf und vertretungsweise in Beckum und Tecklenburg
- Fritz Terhalle (1889–1962), Wirtschaftswissenschaftler und Vorsitzender des wissenschaftlichen Beirats beim Bundesfinanzministerium
- Wilhelm Surholt (1897–1982), Unternehmer und Mäzen
- Johann Bockwinkel (1910–1999), Missionar und Prälat von Encarnación in Paraguay
- Heinrich Tenhumberg (1915–1979), Bischof von Münster
- Prälat Wilhelm Wissing (1916–1996), Präsident des päpstlichen Missionswerkes Missio
- Bernd Feldhaus (1930–2013), von 1975 bis 1985 und erneut von 1987 bis 1990 Abgeordneter des Landtages Nordrhein-Westfalen für die SPD
- Aloys Terbille (1936–2009), Lehrer und niederdeutscher Autor
- Dietrich Plewa (* 1947), ehemaliger Springreiter und Trainer der Dressurreiter, Sachverständiger für Pferdezucht, -haltung, -sport und -bewertung
- Ralf Willing (* 1949), Trompeter
- Martin Plewa (* 1950), ehemaliger Bundestrainer der Vielseitigkeitsreiter
- Hans Wesker (1950–2025), Maler und Klangkünstler
- Bernhard Tenhumberg (* 1956), von 1995 bis 2017 Abgeordneter des Landtages Nordrhein-Westfalen für die CDU
- Johannes Röring (* 1959), von 2005 bis 2021 Abgeordneter für die CDU/CSU-Fraktion im Deutschen Bundestag
- Dirk Korthals (* 1962), ehemaliger Schwimmer (Silbermedaille bei den Olympischen Spielen 1984)
- Ralf Banken (* 1962), Wirtschaftshistoriker
- Matthias van den Berg (* 1967), Schauspieler
- Thomas Suddendorf (* 1967), Psychologe
- Markus Trautmann (* 1970), katholischer Theologe und Autor
- Claus Hecking (* 1975), Journalist und Politologe
- Sebastian Sumelka (* 1989), Fußballspieler

## Mit Vreden verbundene Persönlichkeiten
- Graf Wichmann III. († 1016), ein Billunger und Verwandter des Königshauses, wurde in Vreden beerdigt.
- Adelheid I. († etwa 1040/1044), Tochter Kaiser Ottos II. und Theophanu, war Äbtissin in Vreden.
- Claudia Seraphica von Wolkenstein-Rodeneck (1625–1688), Äbtissin im Stift Freckenhorst und im Stift Heerse
- Johann Heinrich Cohausen (1665–1750), Leibarzt des Bischofs von Münster und medizin-satirischer Schriftsteller
- Jodocus Hermann Nünning (1675–1753), Scholaster am Stift Vreden
- Bernhard Rave (* 25. September 1793 in Ramsdorf; † 29. August 1866), 1820–1866 Bürgermeister in Vreden
- Alfred Müller-Armack (1901–1978) erarbeitete in Vreden-Ellewick die Grundzüge der Sozialen Marktwirtschaft
- Maria Beerlage, Doppelweltmeisterin im Kunstradfahren, wohnt in Vreden
- Henning Siemens (* 1974), Handballspieler
- Jörg Philipp Terhechte (1975–2024), Rechtswissenschaftler und Universitätsprofessor, wuchs in Vreden auf und besuchte dort das Gymnasium Georgianum